# Heteromyia bejaranoi
Heteromyia bejaranoi är en tvåvingeart som beskrevs av Duret och Lane 1955. Heteromyia bejaranoi ingår i släktet Heteromyia och familjen svidknott. Inga underarter finns listade i Catalogue of Life.